# 奧克代爾 (伊利諾伊州)
奧克代爾（英語：Oakdale）是位於美國伊利諾伊州華盛頓縣的一個村落。

## 地理
奧克代爾的座標為38°15′43″N 89°30′11″W / 38.26194°N 89.50306°W，而該地最高點為海拔高度158米（即518英尺）。

## 人口
根據2010年美國人口普查的數據，奧克代爾的面積為4.26平方千米，當中陸地面積為4.26平方千米，而水域面積為0.00平方千米。當地共有人口221人，而人口密度為每平方千米51人。